# Deutsche Feldhandball-Meisterschaft der Frauen 1936/37
Die Deutsche Feldhandball-Meisterschaft der Frauen 1936/37 war die vierte vom Deutschen Reichsausschuss für Leibesübungen (DRL) organisierte deutsche Feldhandball-Meisterschaft der Frauen. Die diesjährige Meisterschaft fand erneut im K.-o.-System zwischen den Meistern der 16 Gauligen statt. Die Vor- und Zwischenrunde fand am 29. Mai und 30. Mai 1937 in vier Turnieren in Bielefeld, Forst (Lausitz), Magdeburg und Mannheim statt. Die Sieger dieser Turniere trafen dann in einem Turnier in Halle am 26. Juni und 27. Juni aufeinander, um den deutschen Handballmeister zu ermitteln. Das Finale gewann der Eimsbütteler TV mit 6:4 gegen die Turngemeinde in Berlin und sicherte sich somit seine dritte deutsche Frauen-Handballmeisterschaft.

## Teilnehmer an der Endrunde
| Verein                       | Qualifiziert als                           |
| ---------------------------- | ------------------------------------------ |
| SpVgg ASCO Königsberg        | Meister der Gauliga I Ostpreußen           |
| SC Preußen Stettin           | Meister der Gauliga II Pommern             |
| Turngemeinde in Berlin       | Meister der Gauliga III Berlin-Brandenburg |
| SC Schlesien Breslau         | Meister der Gauliga IV Schlesien           |
| Polizei-SV Dresden           | Meister der Gauliga V Sachsen              |
| Magdeburger Frauen-SC        | Meister der Gauliga VI Mitte               |
| Eimsbütteler TV              | Meister der Gauliga VII Nordmark           |
| Harburger TB 1865            | Meister der Gauliga VIII Niedersachsen     |
| Vorwärts Gronau              | Meister der Gauliga IX Westfalen           |
| Stahl-Union 04 Düsseldorf    | Meister der Gauliga X Niederrhein          |
| Kölner Turnerschaft von 1843 | Meister der Gauliga XI Mittelrhein         |
| CT Hessen-Preußen Kassel     | Meister der Gauliga XII Hessen             |
| SG Eintracht Frankfurt       | Meister der Gauliga XIII Südwest           |
| VfR Mannheim                 | Meister der Gauliga XIV Baden              |
| TV Bad Cannstatt             | Meister der Gauliga XV Württemberg         |
| TSV 1860 München             | Meister der Gauliga XVI Bayern             |

## Ausscheidungsrunde
| Datum        |                           | Ergebnis | !Ort                                   |
| ------------ | ------------------------- | -------- | -------------------------------------- |
| 29. Mai 1937 | Eimsbütteler TV           | 9:0      | Vorwärts Gronau \|\|Bielefeld          |
| 29. Mai 1937 | Polizei-SV Dresden        | 8:1      | CT Hessen-Preußen Kassel \|\|Bielefeld |
| 29. Mai 1937 | Stahl-Union 04 Düsseldorf | 3:0      | SG Eintracht Frankfurt \|\|Magdeburg   |
| 29. Mai 1937 | Magdeburger Frauen-SC     | 5:1      | TSV 1860 München \|\|Magdeburg         |
| 29. Mai 1937 | VfR Mannheim              | 8:1      | Kölner TS 1843 \|\|Mannheim            |
| 29. Mai 1937 | Harburger TB 1865         | 4:3      | TV Bad Cannstatt \|\|Mannheim          |
| 29. Mai 1937 | Turngemeinde in Berlin    | 11:2     | SC Schlesien Breslau \|\|Forst         |
| 29. Mai 1937 | SpVgg ASCO Königsberg     | 5:1      | SC Preußen Stettin \|\|Forst           |

## Zwischenrunde
| Datum        |                           | Ergebnis  | !Ort                                |
| ------------ | ------------------------- | --------- | ----------------------------------- |
| 30. Mai 1937 | Eimsbütteler TV           | 6:5 n. V. | Polizei-SV Dresden \|\|Bielefeld    |
| 30. Mai 1937 | Stahl-Union 04 Düsseldorf | 7:3       | Magdeburger Frauen-SC \|\|Magdeburg |
| 30. Mai 1937 | VfR Mannheim              | 8:3       | Harburger TB 1865 \|\|Mannheim      |
| 30. Mai 1937 | Turngemeinde in Berlin    | 7:0       | SpVgg ASCO Königsberg \|\|Forst     |

## Halbfinale
| Datum         |                        | Ergebnis | !Ort                                |
| ------------- | ---------------------- | -------- | ----------------------------------- |
| 26. Juni 1937 | Eimsbütteler TV        | 5:2      | Stahl-Union 04 Düsseldorf \|\|Halle |
| 26. Juni 1937 | Turngemeinde in Berlin | 9:5      | VfR Mannheim \|\|Halle              |

## Spiel um Platz 3
| Datum         |              | Ergebnis | !Ort                                |
| ------------- | ------------ | -------- | ----------------------------------- |
| 27. Juni 1936 | VfR Mannheim | 4:3      | Stahl-Union 04 Düsseldorf \|\|Halle |

## Finale
| Datum         |                 | Ergebnis | !Ort                             |
| ------------- | --------------- | -------- | -------------------------------- |
| 27. Juni 1936 | Eimsbütteler TV | 6:4      | Turngemeinde in Berlin \|\|Halle |